# Daniel Bogusz
Daniel Bogusz (Varsavia, 21 settembre 1974) è un ex calciatore polacco, di ruolo difensore.

## Carriera

### Club
Ha giocato nella prima divisione polacca.

### Nazionale
Tra il 1997 ed il 2002 ha giocato 2 partite con la nazionale polacca.

## Palmarès

### Club

#### Competizioni nazionali
- Campionato polacco: 2

Widzew Lodz: 1995-1996, 1996-1997
- Supercoppa di Polonia: 1

Widzew Lodz: 1996